# نیکو گوتجهار
نیکو گوتجهار (انگلیسی: Nico Gutjahr؛ زادهٔ ۱۵ مهٔ ۱۹۹۳) بازیکن فوتبال اهل آلمان است.
از باشگاه‌هایی که در آن بازی کرده‌است می‌توان به باشگاه فوتبال وورتسبورگ کیکرز اشاره کرد.